# Horonui Island
Horonui Island ist eine kleine Insel im Norden der Nordinsel von Neuseeland.

## Geographie
Horonui Island ist Teil der Inselgruppe der Cavalli Islands und befindet sich rund 1,8 km nördlich von Motukawanui Island, der Hauptinsel der Gruppe, die sich im Nordosten von [[Northland (Neuseeland)|Northland]] befindet. Die rund 20 m hohe Insel besitzt eine Länge von rund 140 m in Westnordwest-Ostsüdost-Richtung und eine maximale Breite von rund 260 m in Nordnordost-Südsüdwest-Richtung. Ihre Fläche beträgt 0,68 Hektar.
Östlich von Horonui Island liegen in einer Kette fünf kleine Felsensinseln, die ihren westlichen Abschluss in der 4,9 ha großen und rund 350 m entfernten Insel Motutapere Island finden.